# 黃嘴針尾鴨
黃嘴針尾鴨（學名：Anas georgica）是南美洲的一種鴨，屬於鑽水鴨，黃色的喙部為其特色。本種之下又可分為三個亞種。

## 外形
黃嘴針尾鴨的頭部、頸部與羽毛均呈棕色，喙為黃色，但尖端是黑色，且喙的中間有一黑色條紋，其尾呈棕色尖狀。這種鴨一般不會鳴叫，只有公鴨在繁殖季時會發出叫聲，其巢穴通常在近水的隱蔽處，由雜草搭成。黃嘴針尾鴨常與黃嘴鴨搞混，但黃嘴鴨比本種常見的多，且體型較小，會成群出現，黃嘴針尾鴨則很少成群出現。

## 分佈
黃嘴針尾鴨分佈於南美洲的南錐體（阿根廷、智利與烏拉圭）、祕魯、厄瓜多與哥倫比亞的部分地區以及福克蘭群島與南喬治亞島，也有少數個體作為迷鳥出現在南桑威奇群島。其指名亞種（nominate species）南喬治亞針尾鴨只分佈於南喬治亞島，是1775年詹姆斯·庫克登陸南喬治亞島時所注意到的鳥類之一，體長41.5至55公分，是三亞種中最小的，現時數量只有約1000-1500對。智利針尾鴨又稱棕針尾鴨，從哥倫比亞南部到福克蘭群島都可發現它的蹤跡，數量超過11萬隻，是南美洲數量最多的鴨類之一，有時被認為是一個獨立物種，但除了體型較大外與另一亞種沒有明顯差別。尼氏針尾鴨曾分佈於哥倫比亞中部，直到1946年才被發表，最後一次被發現的紀錄是1952年，之後未再有發現紀錄，可能已經絕種了。黃嘴針尾鴨的棲地範圍也很廣泛，在高海拔的湖泊、沼澤與低海拔的河流、潟湖、海岸與溼地都能生存。

## 繁殖
黃嘴針尾鴨各族群的繁殖季節不一，福克蘭群島的族群在九月至十二月間下蛋，南喬治亞針尾鴨在十二月至三月間下蛋，大陸上的族群則八月至三月都可能下蛋。雌鴨可生4-10顆蛋，約25天時孵出，孵蛋時雄鴨會在旁守護雌鴨。小鴨孵化後45-60天長出飛羽，其間由父母照顧，不過這種鴨算是早熟型動物，出生後不久就能到水中活動了。

## 圖集

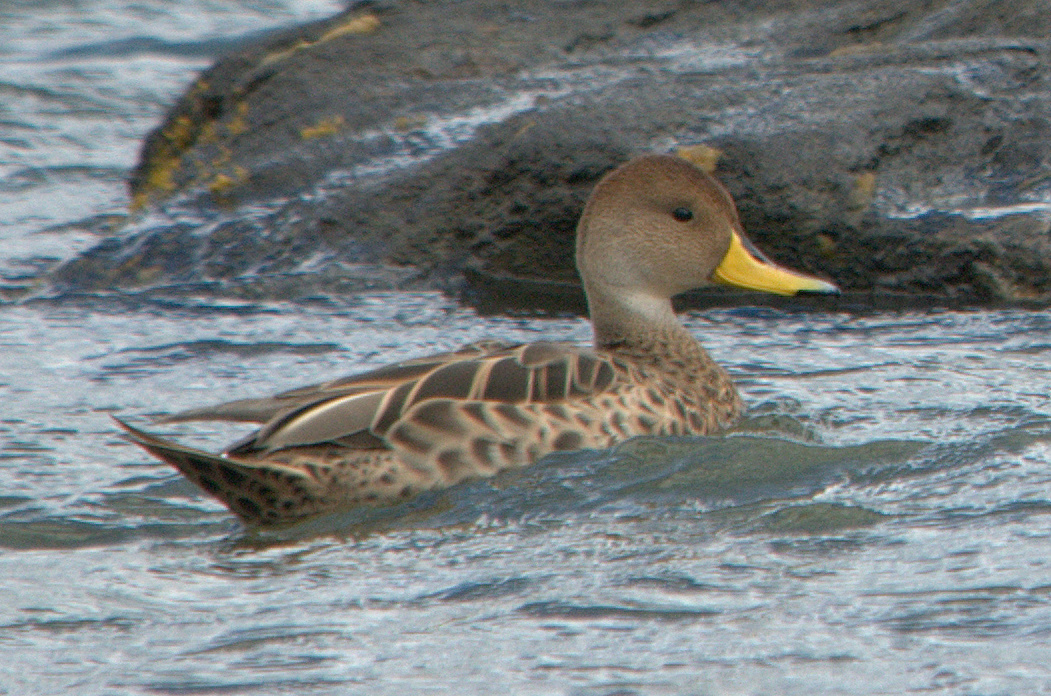
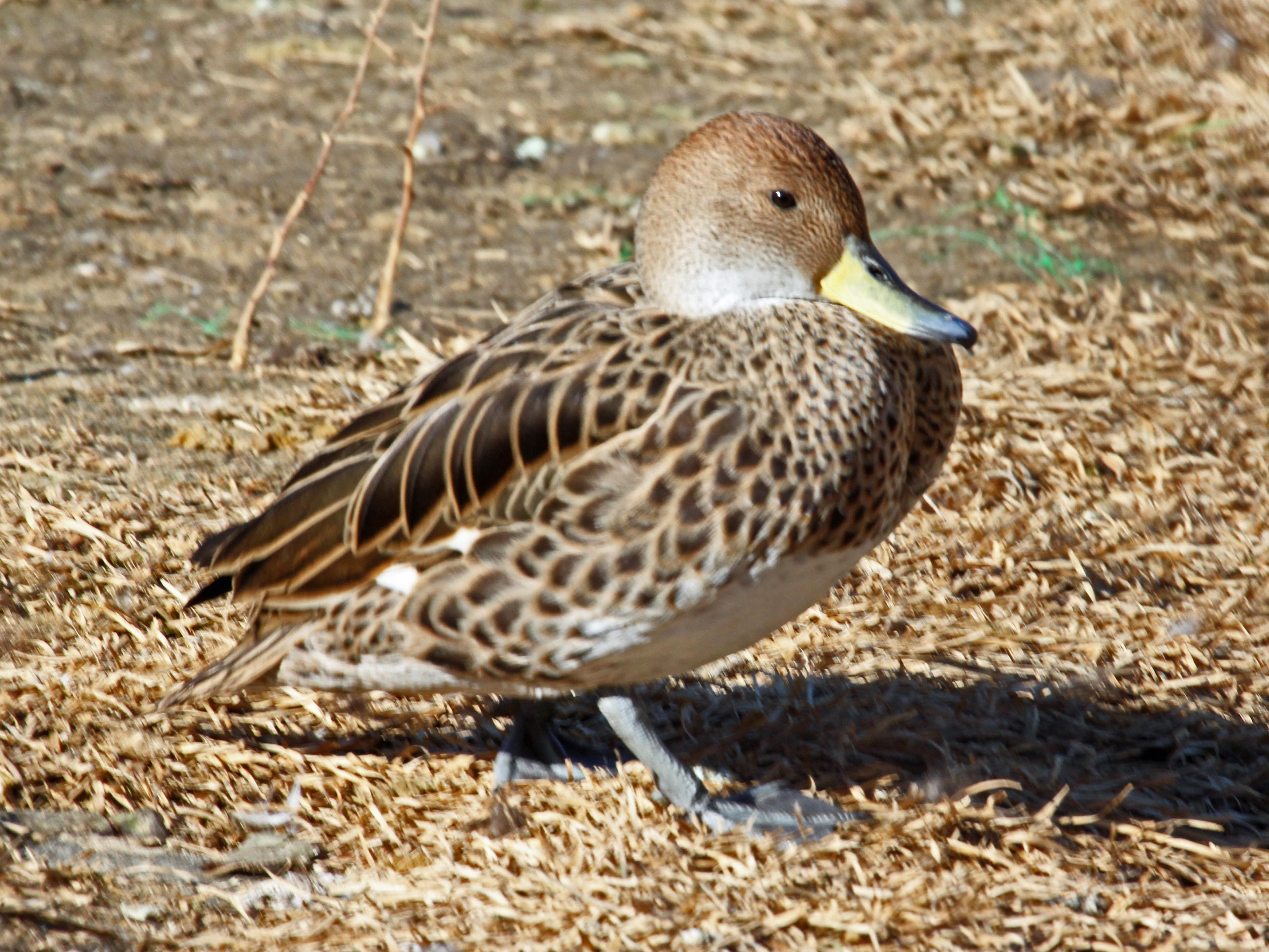